# Zábrdí
Zábrdí település Csehországban, a Prachaticei járásban. Zábrdí Lažiště, Prachatice, Kratušín, Drslavice, Dvory és Záblatí településekkel határos. Lakosainak száma 64 fő (2024. január 1.).

## Népesség
A település lakosságának változását az alábbi diagram mutatja:
| Lakosok száma | 280  | 234  | 248  | 144  | 88   | 57   | 67   | 69   | 59   | 64   |
|               | 1869 | 1900 | 1921 | 1961 | 1980 | 2011 | 2016 | 2019 | 2021 | 2024 |